# Істон (округ Марафон, Вісконсин)
Істон (англ. Easton) — місто (англ. town) в США, в окрузі Марафон штату Вісконсин. Населення — 1148 осіб (2020).

## Демографія
Згідно з переписом 2010 року, у місті мешкало 1111 осіб у 426 домогосподарствах у складі 326 родин. Було 446 помешкань
Расовий склад населення:
| - 97,5 % — білих - 0,5 % — корінних американців - 0,4 % — азіатів - 0,1 % — чорних або афроамериканців - 1,2 % — осіб інших рас |

До двох чи більше рас належало 0,4 %. Частка іспаномовних становила 1,6 % від усіх жителів.
За віковим діапазоном населення розподілялося таким чином: 23,2 % — особи молодші 18 років, 64,2 % — особи у віці 18—64 років, 12,6 % — особи у віці 65 років та старші. Медіана віку мешканця становила 42,6 року. На 100 осіб жіночої статі у місті припадало 106,5 чоловіків;  на 100 жінок у віці від 18 років та старших — 107,0 чоловіків також старших 18 років.
Середній дохід на одне домашнє господарство  становив 77 017 доларів США (медіана — 61 875), а середній дохід на одну сім'ю — 84 698 доларів (медіана — 68 304). Медіана доходів становила 47 950 доларів для чоловіків та 37 222 долари для жінок. За межею бідності перебувало 5,3 % осіб, у тому числі 8,2 % дітей у віці до 18 років та 8,0 % осіб у віці 65 років та старших.
Цивільне працевлаштоване населення становило 604 особи. Основні галузі зайнятості: виробництво — 24,5 %, освіта, охорона здоров'я та соціальна допомога — 22,7 %, гуртова торгівля — 7,5 %, роздрібна торгівля — 7,5 %.